# Terytorium Orleanu
Terytorium Orleanu (ang. Territory of Orleans) – zorganizowane terytorium inkorporowane USA istniejące w latach 1804–1812.
W roku 1804 teren kupiony od Francji i położony na południe od równoleżnika 33°N zorganizowano w Terytorium Orleanu, natomiast pozostałe ziemie pofrancuskie w Dystrykt Luizjany.
10 kwietnia 1805 Legislatywa Terytorialna zorganizowała 12 hrabstw: Orleans, LaFourche, German Coast, Acadia, Iberville, Attakapas, Pointe Coupée, Opelousas, Rapides, Concordia, Natchitoches i Ouachita. Aż do czasu podpisania Traktatu Adams-Onís w 1819 roku granica południowo-zachodnia pozostawała nieokreślona.
Terytorium Orleanu było w 1811 roku miejscem największego w historii Stanów Zjednoczonych powstania niewolników, tzw. powstania w German Coast.